# Unsere Zeit (Zeitschrift)
Unsere Zeit war eine „Halbmonatsschrift für Politik, Literatur, Wirtschaft, Sozialpolitik und Arbeiterbewegung“, wie es im Untertitel hieß. Herausgegeben wurde die kommunistische Zeitschrift vom Exekutiv-Komitee der Internationalen Arbeiterhilfe für Sowjetrußland. Sie erschien von Januar 1933 bis August 1935 (?) im Verlag Unsere Zeit (Berlin, Basel und Paris).

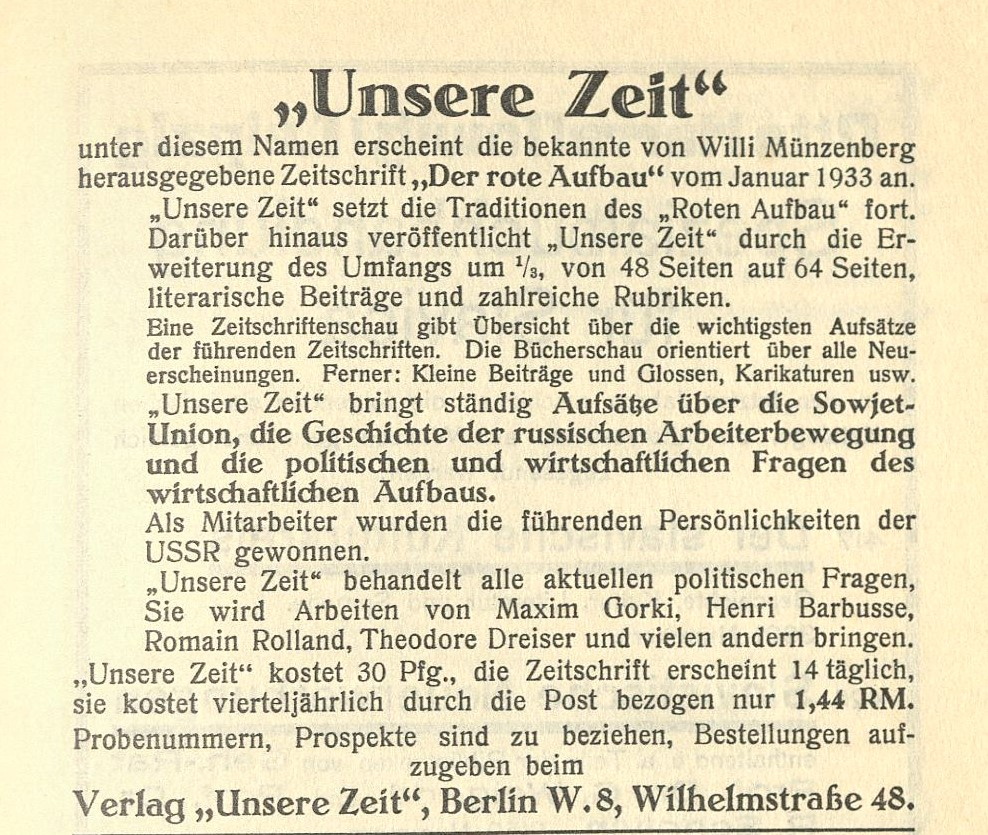
Anzeige 1933

Unsere Zeit  war die Fortführung der Schrift Der rote Aufbau (1922/23,1929–1932). Als Herausgeber fungierte Willi Münzenberg. Sie erschien als VI. Jahrgang im Jahr 1933 mit der Nr. 1 bis 6 noch in Berlin. Die Ausgabe 7 erschien nach der Machtergreifung der NSDAP bereits in Basel.
Mit Heft 10 (15. Juni 1933) ging die Linksfront – Organ der werktätigen Intelligenz der Tschechoslowakei in Unsere Zeit über.
Mit der Nummer 15 erschien die Zeitschrift dann in Paris im Verlag Editions du Carrefour. Alexander Abusch war ab 1934 Chefredakteur der Zeitschrift (siehe z. B. UNSERE ZEIT. Jg. 7, H.2.Paris, Februar 1934) Die Auflage betrug ca. 6.000–10.000 (Eigenangaben des Herausgebers).
Zu den Autoren der Zeitschrift zählten u. a. Henri Barbusse, Ilja Ehrenburg, Egon Erwin Kisch, Romain Rolland, André Gide, Theodor Balk und Willi Münzenberg.